# Brat
Pour l’article homonyme, voir Brat (montagne).
Albums de Charli XCX
Crash
(2022)
Brat est le sixième album studio de la chanteuse britannique Charli XCX, sorti le 7 juin 2024.

## Singles
L'album, composé de 15 titres, fait paraître les singles Von Dutch (en) le 29 février 2024 et 360 (en) le 10 mai de la même année, ainsi que le double-single promotionnel Club Classics / B2B le 3 avril 2024, en même temps que l'annonce de la date de sortie de l'album[réf. nécessaire].

## Style musical
Artistiquement, l'album se caractérise par un mélange entre pop et musique électronique, particulièrement inspiré par les clubs, et l'hyperpop.
L'album aborde des thèmes personnels tels que la romance, la vulnérabilité et l'insécurité ou encore la jalousie,,. Elle y évoque également l'artiste Sophie, décédée quelques années plus tôt.

## Pochette
La pochette, qui vaut d'ailleurs à l'artiste une polémique lors de son annonce, est minimale avec simplement le nom de l'album écrit sur fond lime. Le succès de l'album vaudra même à la couleur d'être surnommée brat green. Elle est réalisée par le studio new-yorkais Special Offer.
Depuis avril 2025, le nom de l'album est gribouillé par de fins traits noirs ; puis en mai 2025, de la rouille est également apparue sur la pochette.[réf. incomplète]

## Listes des titres
L'album se compose de 15 titres et s'accompagne d'une réédition nommée Brat and It's the Same But There's Three More Songs So It's Not (en français Brat et c'est pareil mais il y a trois chansons en plus donc ça ne l'est pas), qui sort trois jours plus tard.
Quelques mois plus tard, l'artiste annonce la sortie d'une seconde réédition nommée Brat and it's completely different but also still brat, prévue pour le 11 octobre 2024. Cette nouvelle version reprend tous les titres de l'album Brat mais cette fois-ci ces derniers sont accompagnés d'autres artistes.
Toutes les paroles sont écrites par Charli XCX.
| Brat  | Brat                          | Brat                                                                 | Brat                                                                                   | Brat  | Brat | Brat | Brat | Brat | Brat |
| No    | Titre                         | Paroles                                                              | Musique                                                                                | Durée |      |      |      |      |      |
| ----- | ----------------------------- | -------------------------------------------------------------------- | -------------------------------------------------------------------------------------- | ----- | ---- | ---- | ---- | ---- | ---- |
| 1.    | 360                           | A. G. Cook, Cirkut, Easyfun (en), Omer Fedi (en), Blake Slatkin (en) | Cirkut, A. G. Cook, Easyfun                                                            | 2:13  |      |      |      |      |      |
| 2.    | Club Classics                 | George Daniel (en)                                                   | George Daniel, A. G. Cook                                                              | 2:33  |      |      |      |      |      |
| 3.    | Sympathy Is a Knife           | Easyfun, Jonathan Christopher Shave                                  | Easyfun, Charli XCX                                                                    | 2:31  |      |      |      |      |      |
| 4.    | I Might Say Something Stupid  | Gesaffelstein                                                        | Gesaffelstein, Bart Schoudel                                                           | 1:49  |      |      |      |      |      |
| 5.    | Talk Talk                     | A. G. Cook, Hudson Mohawke                                           | Hudson Mohawke, A. G. Cook                                                             | 2:41  |      |      |      |      |      |
| 6.    | Von Dutch                     | Easyfun                                                              | Easyfun                                                                                | 2:44  |      |      |      |      |      |
| 7.    | Everything Is Romantic        | El Guincho                                                           | El Guincho, A. G. Cook, Charli XCX, Jasper Harris, Marlonwiththeglasses, Jae Deal (en) | 3:23  |      |      |      |      |      |
| 8.    | Rewind                        | Walter, A. G. Cook                                                   | Cirkut, A. G. Cook                                                                     | 2:48  |      |      |      |      |      |
| 9.    | So I                          | Easyfun, Jonathan Christopher Shave                                  | Jonathan Christopher Shave, A. G. Cook                                                 | 3:31  |      |      |      |      |      |
| 10.   | Girl, So Confusing            | A. G. Cook                                                           | A. G. Cook                                                                             | 2:54  |      |      |      |      |      |
| 11.   | Apple                         | George Daniel, Linus Wiklund (en), Noonie Bao                        | George Daniel, Linus Wiklund, A. G. Cook, Charli XCX                                   | 2:31  |      |      |      |      |      |
| 12.   | B2B                           | Gesaffelstein                                                        | Gesaffelstein, Omer Fedi, A. G. Cook, Bart Schoudel                                    | 2:58  |      |      |      |      |      |
| 13.   | Mean Girls                    | A. G. Cook, Hudson Mohawke                                           | A. G. Cook, Hudson Mohawke                                                             | 3:09  |      |      |      |      |      |
| 14.   | I Think About It All the Time | A. G. Cook, Easyfun, Jonathan Christopher Shave                      | A. G. Cook, Easyfun                                                                    | 2:15  |      |      |      |      |      |
| 15.   | 365                           | A. G. Cook                                                           | A. G. Cook, Cirkut                                                                     | 3:23  |      |      |      |      |      |
| 41:23 |                               |                                                                      |                                                                                        |       |      |      |      |      |      |

Toutes les paroles sont écrites par Charli XCX.
| Brat and It's the Same but There's Three More Songs So It's Not | Brat and It's the Same but There's Three More Songs So It's Not | Brat and It's the Same but There's Three More Songs So It's Not | Brat and It's the Same but There's Three More Songs So It's Not | Brat and It's the Same but There's Three More Songs So It's Not | Brat and It's the Same but There's Three More Songs So It's Not | Brat and It's the Same but There's Three More Songs So It's Not | Brat and It's the Same but There's Three More Songs So It's Not | Brat and It's the Same but There's Three More Songs So It's Not | Brat and It's the Same but There's Three More Songs So It's Not |
| No                                                              | Titre                                                           | Paroles                                                         | Musique                                                         | Durée                                                           |                                                                 |                                                                 |                                                                 |                                                                 |                                                                 |
| --------------------------------------------------------------- | --------------------------------------------------------------- | --------------------------------------------------------------- | --------------------------------------------------------------- | --------------------------------------------------------------- | --------------------------------------------------------------- | --------------------------------------------------------------- | --------------------------------------------------------------- | --------------------------------------------------------------- | --------------------------------------------------------------- |
| 16.                                                             | Hello Goodbye                                                   | A. G. Cook                                                      | A. G. Cook                                                      | 3:39                                                            |                                                                 |                                                                 |                                                                 |                                                                 |                                                                 |
| 17.                                                             | Guess                                                           | Harrison Patrick Smith, Dylan Brady (en)                        | The Dare                                                        | 2:22                                                            |                                                                 |                                                                 |                                                                 |                                                                 |                                                                 |
| 18.                                                             | Spring Breakers                                                 | A. G. Cook, Easyfun, Jonathan Christopher Shave                 | A. G. Cook, Easyfun, Jonathan Christopher Shave                 | 2:23                                                            |                                                                 |                                                                 |                                                                 |                                                                 |                                                                 |
| 49:46                                                           |                                                                 |                                                                 |                                                                 |                                                                 |                                                                 |                                                                 |                                                                 |                                                                 |                                                                 |

Toutes les paroles sont écrites par Charli XCX.
| 1.  | 360 featuring Robyn & Yung Lean                               |  |  |  |
| 2.  | Club classics featuring bb trickz                             |  |  |  |
| 3.  | Sympathy is a knife featuring Ariana Grande                   |  |  |  |
| 4.  | I might say something stupid featuring The 1975 & Jon Hopkins |  |  |  |
| 5.  | Talk talk featuring Troye Sivan                               |  |  |  |
| 6.  | Von dutch A. G. Cook remix featuring Addison Rae              |  |  |  |
| 7.  | Everything is romantic featuring Caroline Polachek            |  |  |  |
| 8.  | Rewind featuring Bladee                                       |  |  |  |
| 9.  | So I featuring A. G. Cook                                     |  |  |  |
| 10. | Girl, so confusing featuring Lorde                            |  |  |  |
| 11. | Apple featuring The Japanese House                            |  |  |  |
| 12. | B2b featuring Tinashe                                         |  |  |  |
| 13. | Mean girls featuring Julian Casablancas                       |  |  |  |
| 14. | I think about it all the time featuring Bon Iver              |  |  |  |
| 15. | 365 featuring Shygirl                                         |  |  |  |
| 16. | Guess featuring Billie Eilish                                 |  |  |  |

## Réception
Brat devient rapidement un mème, le nom de l'album étant détourné par de nombreuses personnes en « Brat Summer ». Cette expression, ainsi que la couleur vert lime si particulière de la pochette, sont rapidement repris par de nombreuses marques et par les fans, comme Burger King ou Duolingo[réf. nécessaire]. Par exemple, à l'annonce de sa candidature, l’équipe de communication de la candidate démocrate Kamala Harris, en vue des élections présidentielle américaine de 2024, s’amuse de la tendance et renomme son compte X en référence à l'album.
Brat est l'un des plus grands succès de Charli XCX, atteignant la première place des classements de nombreux pays. Metacritic, qui lui attribue un score de 95/100, le classe comme le meilleur démarrage de l'année 2024, ainsi que comme le seizième meilleur démarrage de tous les temps pour un album.
Par ailleurs, le titre Apple devient viral sur le réseau social TikTok après que la vidéaste Kelley Heyer ait créé une chorégraphie associée au deuxième couplet de la chanson[réf. nécessaire]. Cette chorégraphie, reprise plusieurs fois par Charli XCX elle-même dans des vidéos mettant en vedette son photographe Terrence O'Connor ou encore le chanteur et acteur Troye Sivan[réf. souhaitée], est reprise dans plus d'un million de vidéos sur le réseau social.

### Classements hebdomadaires
| Classement (2024)                        | Meilleure place |
| ---------------------------------------- | --------------- |
| Allemagne (Media Control AG)             | 5               |
| Australie (ARIA)                         | 1               |
| Autriche (Ö3 Austria Top 40)             | 5               |
| Belgique (Flandre Ultratop)              | 3               |
| Belgique (Wallonie Ultratop)             | 6               |
| Canada (Canadian Albums Chart)           | 2               |
| Danemark (Tracklisten)                   | 9               |
| Écosse (OCC)                             | 2               |
| Espagne (Promusicae)                     | 2               |
| États-Unis (Billboard 200)               | 3               |
| États-Unis (Top Dance/Electronic Albums) | 1               |
| Finlande (Suomen virallinen lista)       | 11              |
| France (SNEP)                            | 15              |
| Irlande (Irish Albums Chart)             | 1               |
| Italie (FIMI)                            | 15              |
| Norvège (VG-lista)                       | 9               |
| Nouvelle-Zélande (RIANZ)                 | 1               |
| Pays-Bas (Mega Album Top 100)            | 4               |
| Portugal (AFP)                           | 5               |
| Royaume-Uni (UK Albums Chart)            | 1               |
| Royaume-Uni (UK Dance Chart)             | 1               |
| Suède (Sverigetopplistan)                | 12              |
| Suisse (Schweizer Hitparade)             | 7               |

### Certifications
| Pays                    | Certification | Unités certifiées |
| ----------------------- | ------------- | ----------------- |
| Canada (Music Canada)   | Or            | 40 000            |
| Nouvelle-Zélande (RMNZ) | Or            | 7 500             |
| Royaume-Uni (BPI)       | Or            | 100 000           |

## L'influence de Brat
L'album  Brat  est devenu un véritable phénomène culturel. Quelques mois après sa sortie, le mot « brat » a été élu mot de l'année par le dictionnaire Collins. Signifiant une attitude confiante, indépendante et hédoniste, le terme « Brat Summer » s'est transformé en réel mode de vie durant l'été 2024. L'album célèbre la féminité, le chaos et le style « cool girl ». À l'opposé d'autres tendances populaires auparavant, le style « brat » célèbre les fêtards avec un look urbain, grunge, inspiré des années 2000 et souvent caractérisé par une allure « trash ».
Le terme « brat » désigne généralement quelqu'un qui se comporte de manière effrontée. Pourtant, dans l’album  Brat  de Charli XCX, le terme a pris une connotation positive, associée à une attitude confiante, libre et quelque peu rebelle. Le style « brat » incarne l’idée de s’affirmer sans se soucier des conventions, en adoptant un style de vie et un esthétique décomplexé.
Pour expliquer ce phénomène culturel, l'exemple de TikTok démontre clairement comment les danses et autres tendances ont été essentielles à la viralité et au succès de l'album, en amplifiant la visibilité de la chanteuse et élargissant la portée de ses chansons.
La tendance « brat » a gagné une popularité mondiale, captivant non seulement les fans de Charli XCX, mais aussi les grandes marques et la pop culture, qui se sont rapidement approprié le style « brat » comme un symbole de rébellion, d'élégance et de liberté d'expression.